# Štipoklasy
Štipoklasy település Csehországban, a Kutná Hora-i járásban. Štipoklasy Černíny, Zbraslavice és Opatovice I településekkel határos. Lakosainak száma 149 fő (2024. január 1.).

## Népesség
A település lakosságának változását az alábbi diagram mutatja:
| Lakosok száma | 209  | 204  | 220  | 182  | 144  | 123  | 143  | 148  | 150  | 149  |
|               | 1869 | 1890 | 1921 | 1950 | 1980 | 2001 | 2017 | 2019 | 2022 | 2024 |